# Cmentarz wojenny nr 213 – Rudka
Cmentarz wojenny nr 213 – Rudka – austriacki cmentarz wojenny z okresu I wojny światowej znajdujący się we wsi Rudka w województwie małopolskim, w powiecie tarnowskim, w gminie Wierzchosławice. Jest jednym z 400 zachodniogalicyjskich cmentarzy wojennych zbudowanych przez Oddział Grobów Wojennych C. i K. Komendantury Wojskowej w Krakowie. W VIII okręgu brzeskim cmentarzy tych jest 52.

## Opis cmentarza
Znajduje się w środku wsi, przy drodze pomiędzy zabudowaniami. Jego projektantem był Robert Motka. Cmentarz zbudowany jest na planie prostokąta z dodatkowym prostokątnym z zaokrąglonymi narożami aneksem w tylnej części. Posiada typowe dla austriackich cmentarzy I wojny światowej ogrodzenie w postaci betonowych podmurówek i profilowanych betonowych słupków, między którymi rozpięto podwójny rząd metalowych rur. Wejście przez bramkę zamykaną dwuskrzydłową metalową furtką. Od bramy szeroka alejka prowadząca do pomnika centralnego, po obu jej stronach symetrycznie rozmieszczone mogiły otoczone betonowymi obrzeżami. Centralnym pomnikiem jest wysoki betonowy obelisk zwieńczony betonowym krzyżem łacińskim. Na ośmiobocznym cokole jest tablica inskrypcyjna z datą 1914–1915 oraz tekst:
„ WIR WUSSTEN KEINER

UM DES ANDERN LEBEN

JETZT HAT UNS DER TOD

ZUSAMMEN GEGEBEN”
Napis ten w wolnym tłumaczeniu znaczy: Nie znaliśmy życia drugiego człowieka. Teraz śmierć nas połączyła.
Oprócz tego na mogiłach są jeszcze metalowe ażurowe krzyże na betonowych cokołach i stele. Krzyże są trzech rodzajów: jednoramienne łacińskie, jednoramienne krzyże maltańskie i dwuramienne krzyże lotaryńskie. Stele również zwieńczone są różnymi rodzajami żeliwnych krzyży. Zarówno na cokołach krzyży, jak i na stelach są blaszane tabliczki informacyjne z nazwiskami poległych.

## Losy cmentarza
Austriacy rozpoczęli budowę cmentarza w 1915 r., zaraz po wygranej bitwie pod Gorlicami. Z czasem jednak cmentarz uległ pod wpływem czynników przyrody częściowemu zniszczeniu. Wykonano generalny remont cmentarza. Alejki cmentarza wysypano tłuczniem, nasadzono róże, wszystkie elementy cmentarza zostały odnowione. Trawa jest koszona,  cmentarz jest pielęgnowany i jest w bardzo dobrym stanie. Rosnące na cmentarzu stare drzewa zasadzone zostały jeszcze podczas budowy cmentarza.

## Polegli
Pochowano tutaj 16 żołnierzy armii niemieckiej oraz 59 żołnierzy armii rosyjskiej. Zidentyfikowano wszystkich żołnierzy niemieckich, z żołnierzy armii rosyjskiej żadnego. Wszyscy zidentyfikowani zginęli 17 grudnia 1914 r. Wśród nich są Polacy: Wozniak Josef, Wolski Wladislaus, Chrzanowsky Rudolf. Ponadto 11 lutego 1916 r. pochowano tutaj niejakiego Fiodora Rejlana.

## Galeria zdjęć

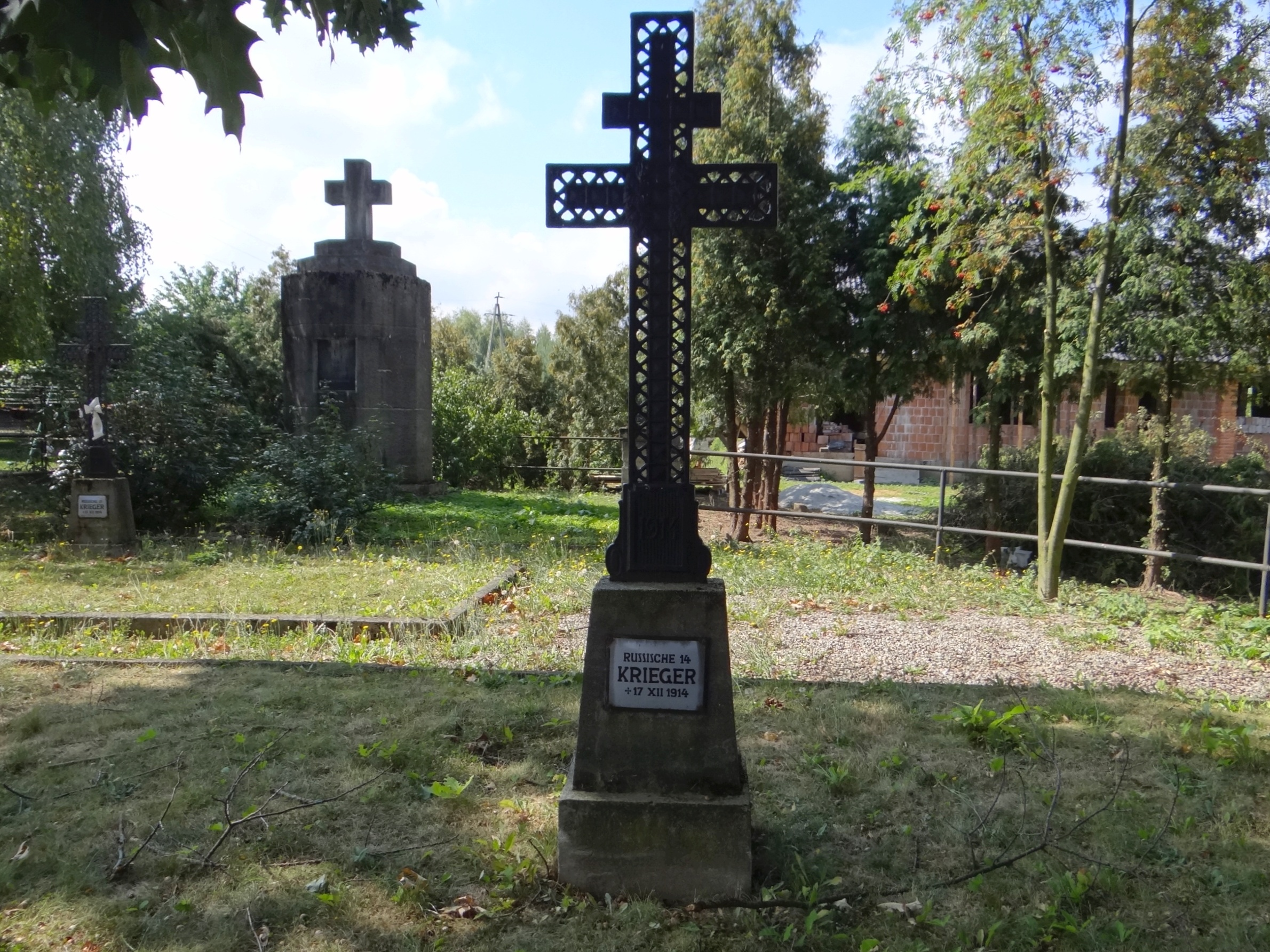
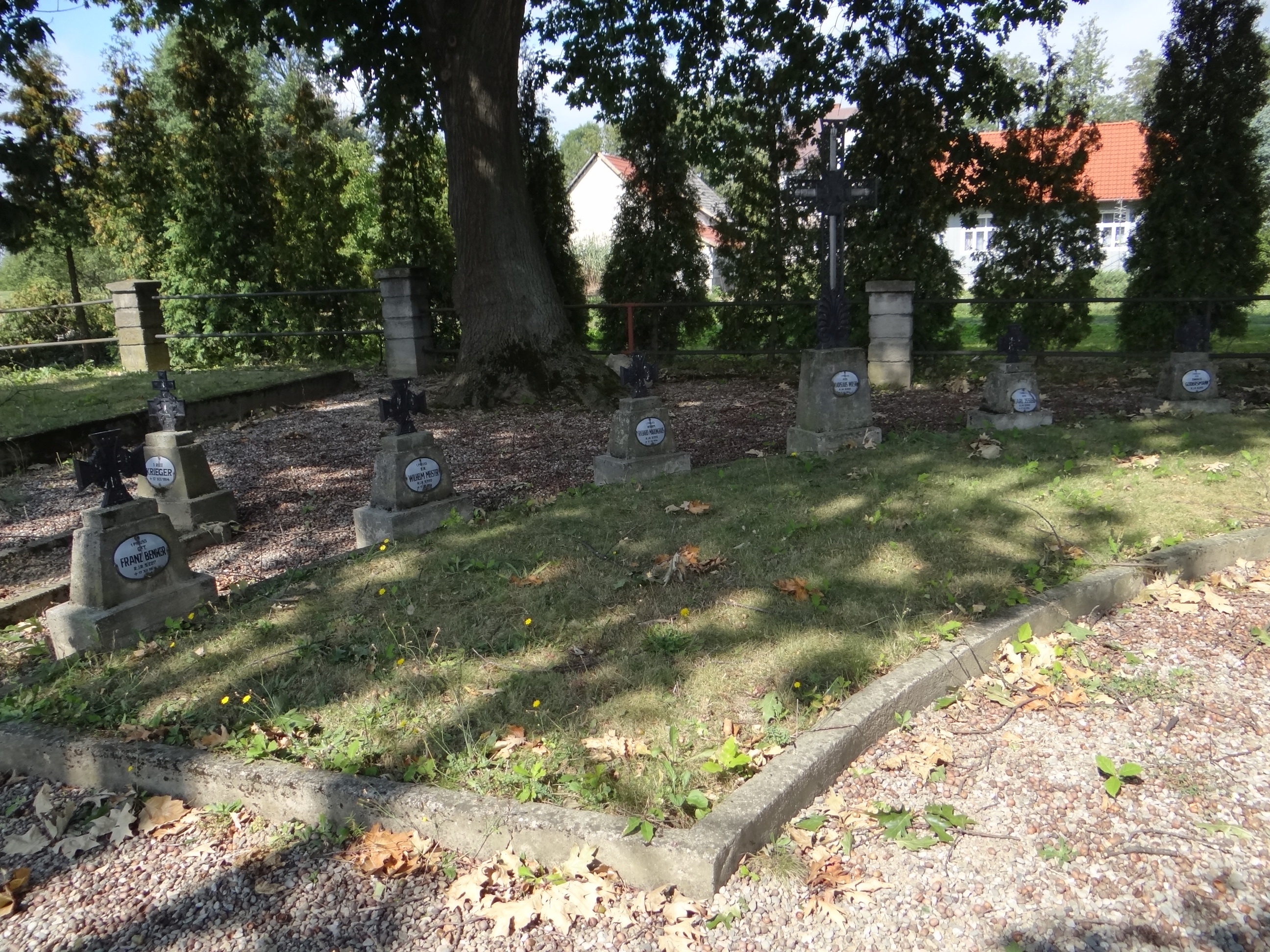
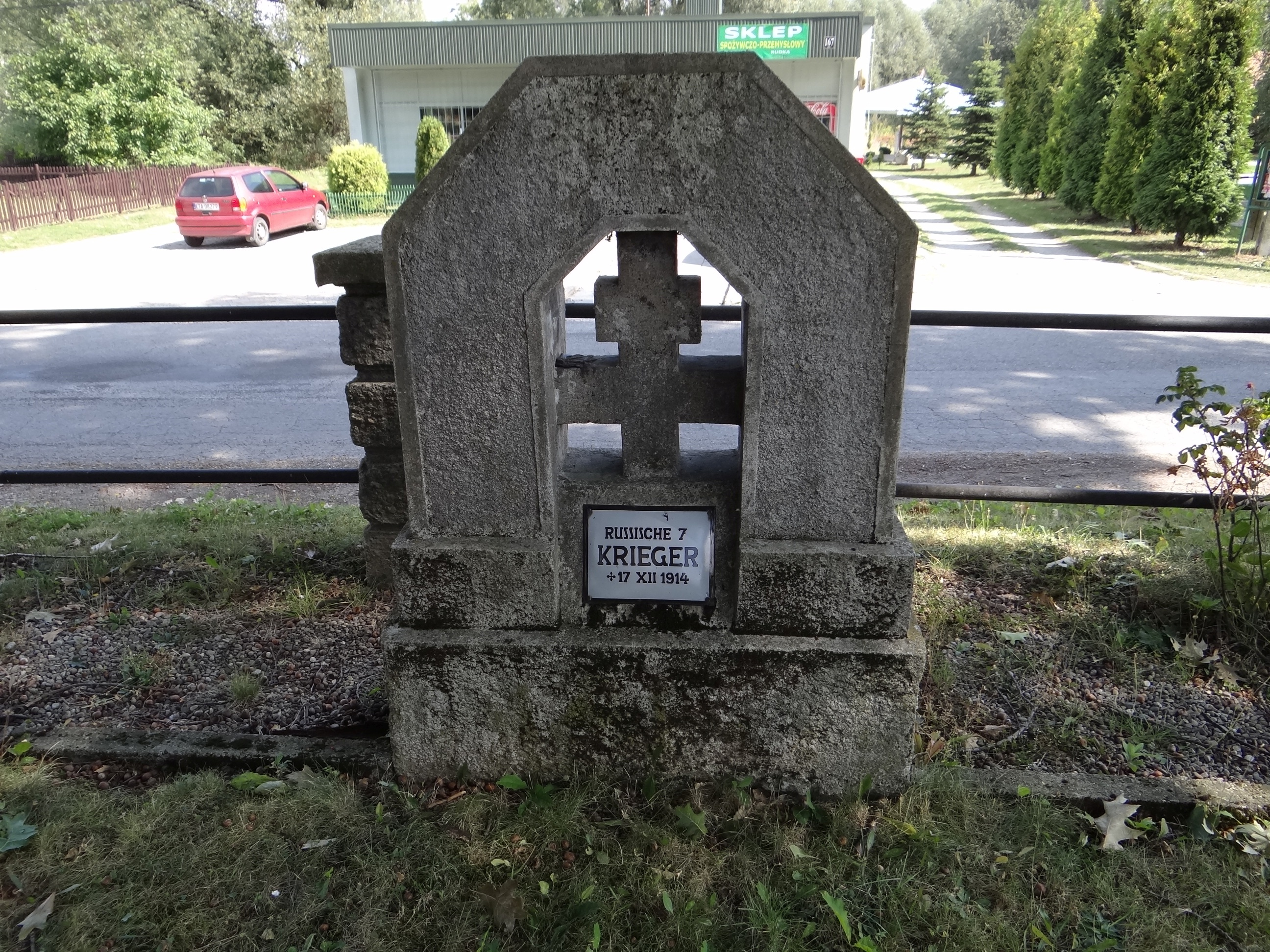
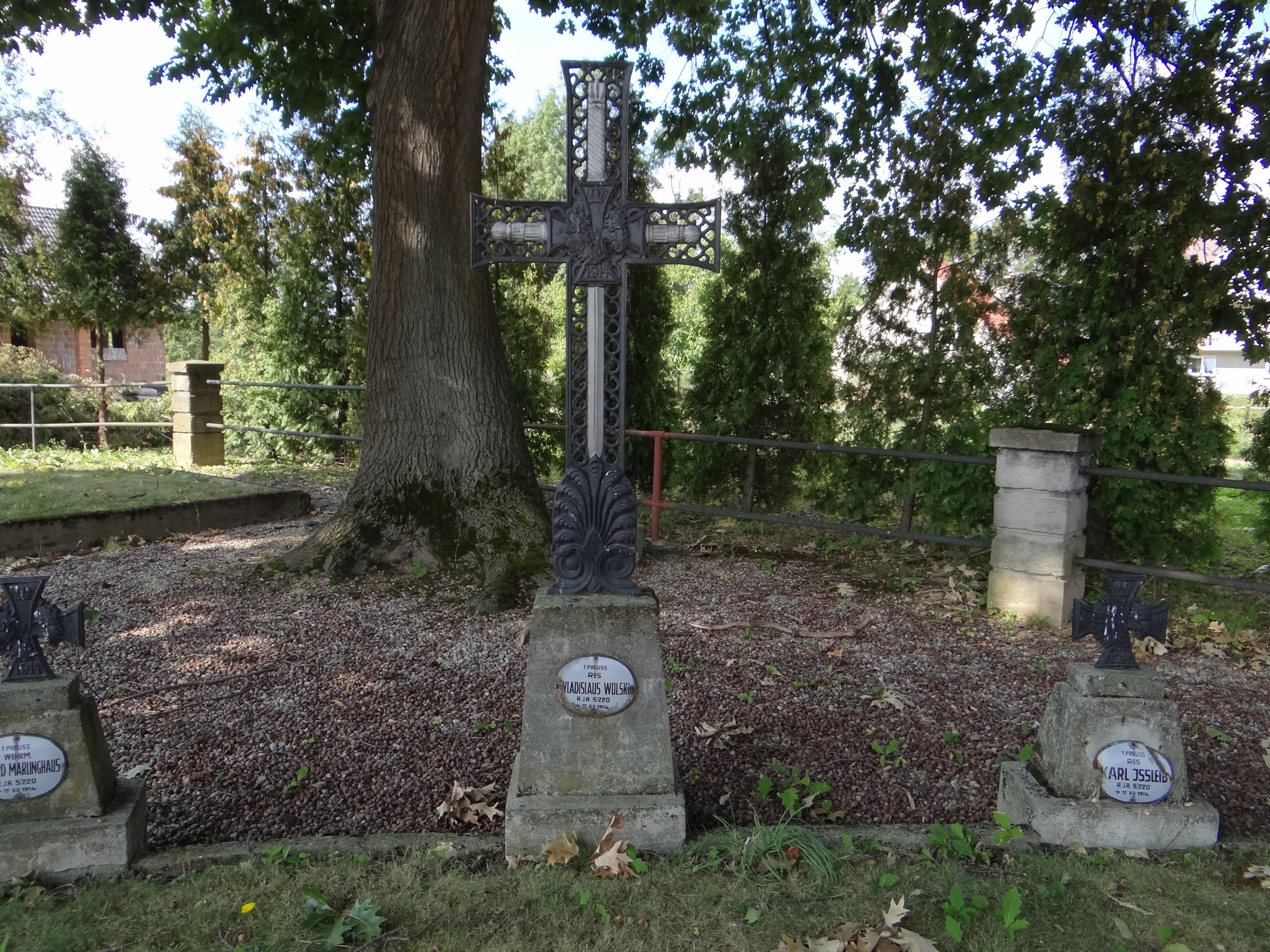